# San Gaspar Tonatico
San Gaspar Tonatico är en ort i Mexiko.   Den ligger i kommunen Tonatico och delstaten Mexiko, i den sydöstra delen av landet, 90 km sydväst om huvudstaden Mexico City. San Gaspar Tonatico ligger 1 678 meter över havet och antalet invånare är 8 224.
Terrängen runt San Gaspar Tonatico är huvudsakligen kuperad, men åt sydost är den platt. Runt San Gaspar Tonatico är det ganska tätbefolkat, med 139 invånare per kvadratkilometer. Närmaste större samhälle är Ixtapan de la Sal, 4,2 km norr om San Gaspar Tonatico. I omgivningarna runt San Gaspar Tonatico växer huvudsakligen savannskog.